# بلا قوى (مسلسل تليفزيوني)
«بلا قوى» أو «عديم القوى» أو «ضعيف» (بالإنجليزية: Powerless) هو مسلسل كوميدي أمريكي تم وضع فكرته من قبل بن كوين لصالح شبكة هيئة الإذاعة الوطنية، وهو المسلسل الأول في عالم عالم دي سي من نوع كوميديا الموقف. الحلقة التجريبية التي تم إطلاقها في شهر أغسطس 2015 تم التحضير لها كمسلسل في 11 مايو 2016. وكان العرض الأول له في 2 فبراير 2017.

## القصة
تدور قصة (بلا قوى) حول مغامرات إميلي لوك (فانيسا هادجنز) كمديرة لقسم البحث والتطوير في شركة وين للحماية والأمان والتي تعد إحدى الشركات الفرعية لمؤسسة وين المتواجدة في المدينة الساحرة (بالتيمور) والمتخصصة في إنتاج ما يحتاجه الأناس العاديون المحتمل أن يكون أيًا منهم ضحية من ضحايا المعارك التي تحدث بين الأبطال الخارقين والأشرار الخارقين.

## فريق العمل والشخصيات
- ڤانيسا هادغنز في دور إميلي لوك: مديرة قسم البحث والتطوير في شركة وين للحماية والأمان والتي تحب وظيفتها لأنها تعمل على مساعدة الناس من خلالها.[3]
- داني بيودي في دور تيدي:[4] أفضل أصدقاء إميلي في العمل وكاتم سرها المخلص. يقضي أيامه في عمل المقالب المضيعة للوقت في بيئة العمل.
- كريستينا كيرك في دور جاكي:[4] زميلة إميلي في العمل ومن أكثر المعجبين بالأبطال الخارقين خاصة الرجال منهم. كما أنها المساعدة الشخصية لڤان رئيس الشركة والذي بدوره يثير جنونها بطلباته الغير مبررة والتي في بعض الأحيان تكون مستحيلة.
- رون فنشس في دور رون:[5] الشخصية البسيطة في قسم تكنولوجيا المعلومات والذي - على عكس زملائه - ما زال يمتلك ذلك الحماس الطفولي تجاه كل ما يتعلق بالأبطال الخارقين.
في الحلقة الثالثة (يوم الغرق) يتم الكشف عن أنه من أتلانتيس على الرغم من اعتقاد زملائه أنه من اتلانتا.
- ألن توديك في دور ڤان وين:[4] أحد أقارب بروس وين.[6] ورئيس الشركة. والذي يعتبر نفسه رحالة غني وحاصل على ما هو أفضل من الدراسات العليا فهو رئيس ديكتاتوري مجنون وكارثي.
تم ابتكار الشخصية من قبل كل من بيل فينجر (أحد مبتكري شخصية باتمان) والفنان شيلدون مولدوف والتي ظهرت لأول مرة في كتاب باتمان الجزء الأول العدد 148 (يونيو 1962).
- مارك مكلور في دور والد إميلي.
والذى أدي دور چيمي أولسن في فيلم سوبرمان عام (1978).[7]

## الخط الزمني للإنتاج
- في يناير 2016 تم بدء العمل على التحضير للمسلسل.[8][9]
- في فبراير 2016 تم الإعلان عن فريق العمل الأساسي: فانيسا هادجنز في دور الشخصية الرئيسية إميلي لوك، داني بيودي في دور تيدي، ألن توديك في دور ڤان وكريستينا كيرك في دور چاكي.
- في يوليو 2016 تم انضمام رون فنشس إلى فريق العمل في دور رون.
- في الـ 22 من يوليو 2016 تم عرض الحلقة التجريبية في مؤتمر سان دييغو كومك كون إنترناشونال 2016 والتي كانت تدور حول شركة للتأمين تابعة لمؤسسة وين.[10]
- في أغسطس 2016 تم الإعلان عن ترك المنتج التنفيذي بن كوين للمسلسل.[11] وتولى جوستين هالبرن وباتريك شوماكر مكانه.[12]
- في الثاني من فبراير 2017 تم بث أولى حلقات المسلسل على شبكة NBC حيث كانت مختلفة عن الحلقة التجريبية التي عُرضِت في مؤتمر سان دييغو كومك كون إنترناشونال 2016 حيث تغيرت الشركة من شركة وين للتأمين إلى شركة وين للأمان.[12]

## الحلقات

### الموسم الأول (2017)
|  | |  |
|  | الرسوم البيانية غير متاحةٍ مؤقتًا لأسبابٍ تقنيَّة.                                                      |  |
|  | أعداد مشاهدي الموسم الأول في الولايات المتحدة الأمريكية طبقًا لبيانات موقع (التليفزيون حسب الأرقام) |  |
|  | الرسوم البيانية غير متاحةٍ مؤقتًا لأسبابٍ تقنيَّة.                                                      |  |

| رقم الحلقة | عنوان الحلقة                                               | تأليف                         | إخراج           | أول تاريخ للبث | كود الإنتاج | الصفحة على IMDB.com | عدد المشاهدين في الولايات المتحدة (بالملايين) |
| --- | ---------------------------------------------------------- | ----------------------------- | --------------- | -------------- | ----------- | ------------------- | --------------------------------------------- |
| 1 | "وين أو اخسر" (Wayne or Lose)                              | جاستين هالبيرن وباتريك شوماكر | مارك باكلاند    | 2 فبراير 2017  | T12.15402   | tt6104466           | 3.10                                          |
| - يتم توظيف إميلي لوك كمديرة لقسم البحث والتطوير في شركة وين للحماية والأمان المتواجدة بالمدينة الساحرة، ولكنها تكتشف أن طاقم العاملين يحتاج إلى تحفيز بالإضافة إلى أن مديرها ورئيس الشركة ڤان وين لا يريد سوى صعوده الوظيفي في مؤسسة وين. - يقوم ڤان بإعلان أن قريبه بروس وين ينوي إغلاق الشركة في حال لم تستطع المنافسة مع نظائرها أمثال (LexCorp) المملوكة لليكس لوثر. ومع ذلك فإن ڤان يريد للشركة أن تفشل في ذلك حتى يتسنى له أن يترك المدينة الساحرة وينتقل إلى مدينة جوثام لذلك لم يقم بأي محاولة لإنقاذها. - تحت قيادة إميلي يقوم فريق البحث والتطوير بصنع جهاز معصمي يكشف عن مكان أي شرير وينبه مرتديه عندما يكون أيًا منهم بالقرب منه ويتم استخدام ذلك في إنقاذ الشركة مما يجبر ڤان على البقاء في المدينة الساحرة ملتزمًا بواجباته تجاه الشركة فيكره إميلي لذلك. - فيما بعد تتحدث الأخبار عن أن باتمان استخدم الجهاز الجديد - والذي ما زال لم يتم التوسع في إنتاجه بعد - في إيجاد عدوه الرئيسي: الجوكر مما يساعد رجال الشرطة في إلقاء القبض عليه. |                                                            |                               |                 |                |             |                     |                                               |
| 2 | "فريق أحلام وين" (Wayne Dream Team)                        | دين لوري                      | مارك باكلاند    | 9 فبراير 2017  | T12.15403   | tt5723432           | 2.53                                          |
| - تخبر إميلي ڤان من غير قصد أن الــ (Rembrella) - وهي عبارة عن مظلة تستطيع أن تحمي المستخدم من الأنقاض المتساقطة - سيتم الإنتهاء منها في خلال أسبوع واحد، ولكن فريق البحث والتطوير يشغل اهتمامه دوري الأبطال الخارقين الخيالي (FSL) والذي لا يسمحون لها بالانضمام إليه. - في تلك الأثناء يكون ڤان منزعج من أن ذراعه فقط هو الظاهر في صورة فريق أحلام وين. - تحاول إميلي أن تكون الاثنين معًا صديقة ومديرة للفريق في آن واحد بينما يعمل ڤان جاهدًا لوضع نفسه في الصورة. |                                                            |                               |                 |                |             |                     |                                               |
| 3 | "يوم الغرق" (Sinking Day)                                  | بول ماثر                      | جاي شاندراسيخار | 16 فبراير 2017 | T12.15406   | tt6400478           | 2.49                                          |
| - ينسى ڤان أن يخبر الفريق بالميزة الرئيسية المطلوب وجودها في المشروع الجديد مما يؤدي لخسارة ڤان للعميل الأقدم والأكبر لشركة وين للحماية والأمان وهي شركة (ACE) للكيماويات كما يخسر احترام والده. - لإعادة كسب احترام والده فإن إميلي وڤان يعملان على ضم سكان اتلانتيس إلى فائمة عملائهم عن طريق إقامة حفل لهم للاحتفال باليوم الذي غرقت فيه اتلانتيس في المحيط. - في تك الأثناء يحاول رون أن يثبت لجاكي وتيدي أن أليكس المحاسب الجديد لدى الشركة ليس سوى البطل الخارق الجديد للمدينة الساحرة (الأوليمبي). |                                                            |                               |                 |                |             |                     |                                               |
| 4 | "إميلي تواعد أحد الأتباع" (Emily Dates a Henchman)         | نيل شاه                       | مات سون         | 23 فبراير 2017 | T12.15407   | tt6296720           | 2.27                                          |
| - بعد استلام دعوة لحضور حفل زفاف حبيبها السابق، تجد إميلي من تواعده وهي لا تدرك أنه واحد من أتباع رجل الألغاز (ريدلر). - في تلك الأثناء يجد كل من تيدي ورون (باتارانج) عالق في ياب الأمان والذي تعمل الشركة على تطويره. - بعد علم ڤان بأمر الباتارانغ ينوي استخدامه حتي يأتي بـ باتمان إلى المدينة الساحرة حيث يريده أن يدفع (30,000) دولار مقابل المرأة الجانبية لسيارته التي قام بكسرها فيما مضى. كما يطمح في أن يختاره ليصبح روبن الجديد. |                                                            |                               |                 |                |             |                     |                                               |
| 5 | "موسم البرد" (Cold Season)                                 | إيمي ماس                      | كلارك ماتيس     | 9 مارس 2017    | T12.15405   | tt6400484           | 2.38                                          |
| - بينما يضرب أحد الأشرار ذوي القوى الباردة (الجليدية) المدينة الساحرة، تحاول إميلي إقناع تيدي بتقديم قفازاته الحرارية في إحدى مسابقات المخترعات الجديدة التي اعنادت الشركة على إقامتها. - في تلك الأثناء يقنع ڤان رون بتجميع بعض الألعاب وذلك لمساعدنه بشأن (ديلان) ابنة صديقته الجديدة. |                                                            |                               |                 |                |             |                     |                                               |
| 6 | "سأكون صديقًا لك" (I'ma Friend You)                         | سابرينا جليس                  | أليكس ريد       | 30 مارس 2017   | T12.15408   | tt6400488           | 1.81                                          |
| - مع مغادرة الثعْلبة القرمزية للمدينة الساحرة، تقرر إميلي أن تأخذ دروسًا في الدفاع عن النفس. - تحاول إميلي أن تجعل جاكي تنضم إليها في ذلك. إلا أنها تتجاوز حدودها وتتدخل في شئونها الشخصية. - في تلك الأثناء يكون ڤان متأكدًا من أن هناك أحدًا ما (بالإضافة إليه) قضى حاجته في مرحاضه الشخصي (بالعمل) وينوي طرده. - يحاول ڤان أن يجعل كلاً من تيدي ورون وويندي يعادون بعضهم بعضًا حتى يشي أحدهم بالفاعل. |                                                            |                               |                 |                |             |                     |                                               |
| 7 | "ڤان ضد إميلي: فجر العدالة" (Van v Emily: Dawn of Justice) | غريغ ليزبي وجاريد ميلر        | جعفر محمود      | 6 إبريل 2017   | T12.15410   | tt6707512           | 2.02                                          |
| - تقوم إميلي بتحدي ڤان في مباراة رماية من أجل الحصول على مكتبها الخاص بها. ينصحها الآخرون بخسارة المباراة عن قصد؛ مبررين ذلك بأنهم قد حافظوا على مكانتهم في الشركة من خلال مجاملة غرور ڤان. - في تلك الأثناء وبعد إنقاذ الغضب الأخضر لتيدي يصبح تيدي مفتنونًا بها ويحاول أن يقابلها مجددًا على الرغم من مواعدته لفتاة أخرى. ومن الجدير بالذكر أن الحلقة التاسعة (مشاجرة طارئة) قد تم بثها (بالخطأ) بدلاً من الحلقة السابعة (ڤان ضد إميلي: فجر العدالة) وذلك في كندا، وأجزاء من الولايات المتحدة، وكذلك على الموقع الرسمي لشبكة هيئة الإذاعة الوطنية. ومن المرجح أنه قد تم تغيير ترتيب الحلقات بسبب ظهور هجوم غازي كيميائي في الحلقة التاسعة وهو ما يشبه ما حدث في الواقع في الهجوم الكيميائي على خان شيخون بسوريا فقط قبل يومين من موعد بث الحلقة السابعة. |                                                            |                               |                 |                |             |                     |                                               |
| 8 | "الغاضبة الخضراء" (Green Furious)                          | دين لوري                      | مايكل ماكدونالد | 13 إبريل 2017  | T12.15411   | tt6400506           | 2.04                                          |
| - تبدأ إميلي أولى خطواتها في أول اجتماع يُعقَد لمجلس إدارة الشركة فعليها أن تأتي بفكرة كبيرة وهذا بمساعدة الغضب الأخضر والتي قامت إميلي بإنقاذها قبل انعقاد الاجتماع. - في تلك الأثناء يحاول تيدي أن يجد طريقة لجذب انتباه الغضب الأخضر. - تُحضِر جاكي ابنتها معها إلى العمل مما يقربها من ويندي فتبدأ جاكي بالقلق حيال ذلك. |                                                            |                               |                 |                |             |                     |                                               |

## وصلات خارجية
- الصفحة الرسمية للمسلسل على شبكة NBC
- بلا قوى على موقع IMDb (الإنجليزية)
- بلا قوى على موقع ميتاكريتيك (الإنجليزية)
- بلا قوى على موقع روتن توميتوز (الإنجليزية)
- بلا قوى على موقع كينوبويسك (الروسية)
- بلا قوى على موقع ألو سيني (الفرنسية)
- بلا قوى على موقع قاعدة بيانات الفيلم (الإنجليزية)
- بلا قوى (Powerless) على تي في دوت كوم (بالإنجليزية)